# Liechtenstein nos Jogos Olímpicos de Inverno de 1976
Liechtenstein participou dos Jogos Olímpicos de Inverno de 1976 na cidade de Innsbruck, na Áustria. Nesta edição, o país conseguiu suas primeiras medalhas em Jogos Olímpicos de Inverno, sendo ambas no esqui alpino.

## Medalistas

### Bronze
- Willy Frommelt — Esqui alpino, masculino
- Hanni Wenzel — Esqui alpino, feminino